# Weltmuseum Wien
Le Weltmuseum Wien (anciennement appelé Museum für Volkerkunde), établie en 1928, est l´un des plus grands musées d'ethnographie d'Autriche. Il se trouve dans le palais impérial de la Hofburg, à Vienne et abrite plus de 400 000 objets ethnographiques et archéologiques provenant d'Asie, d'Afrique, d'Océanie et d'Amérique.
En 2014, le musée a été fermé pour cause de rénovation ; il a rouvert le 25 octobre 2017.

## Histoire

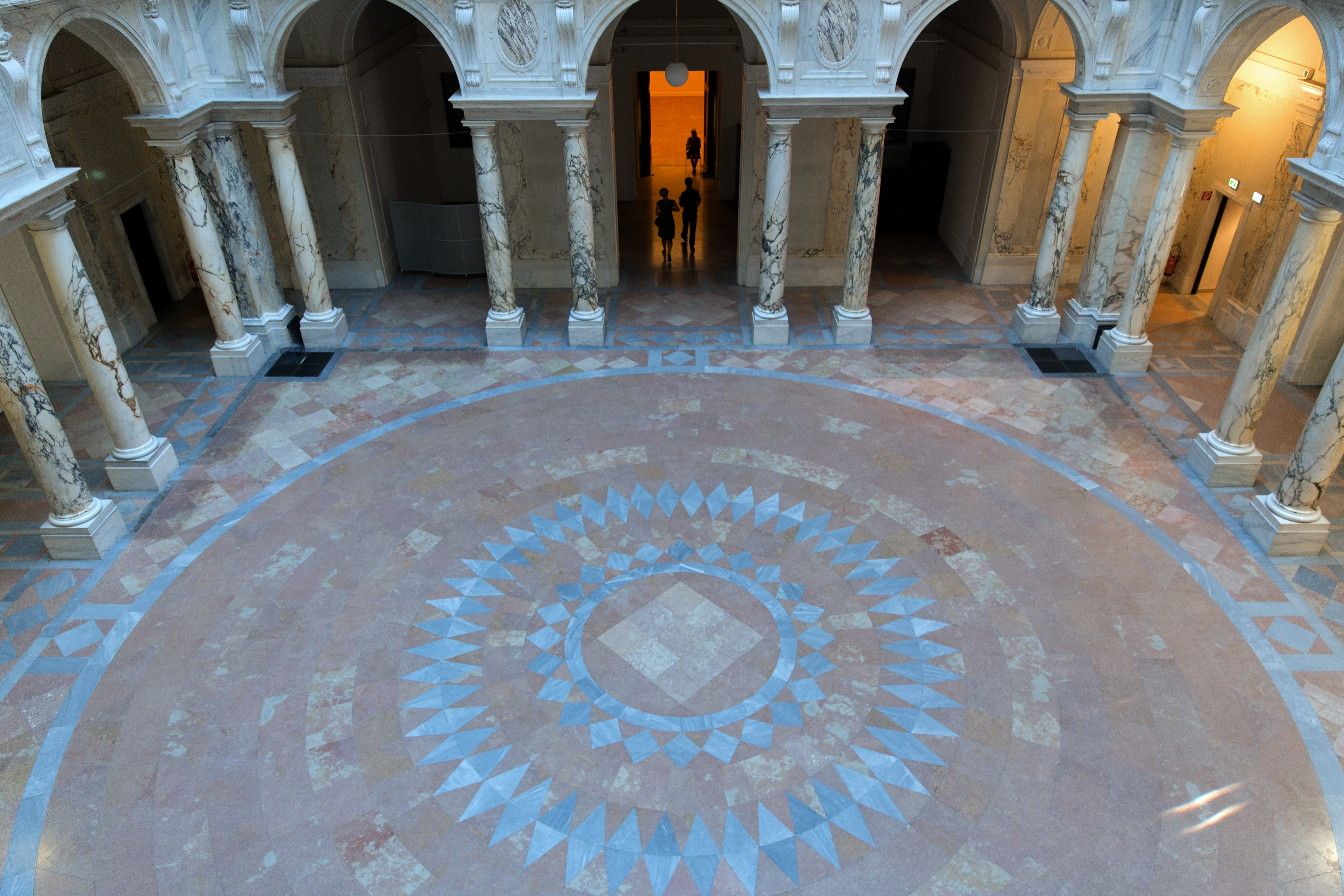
Hall du musée

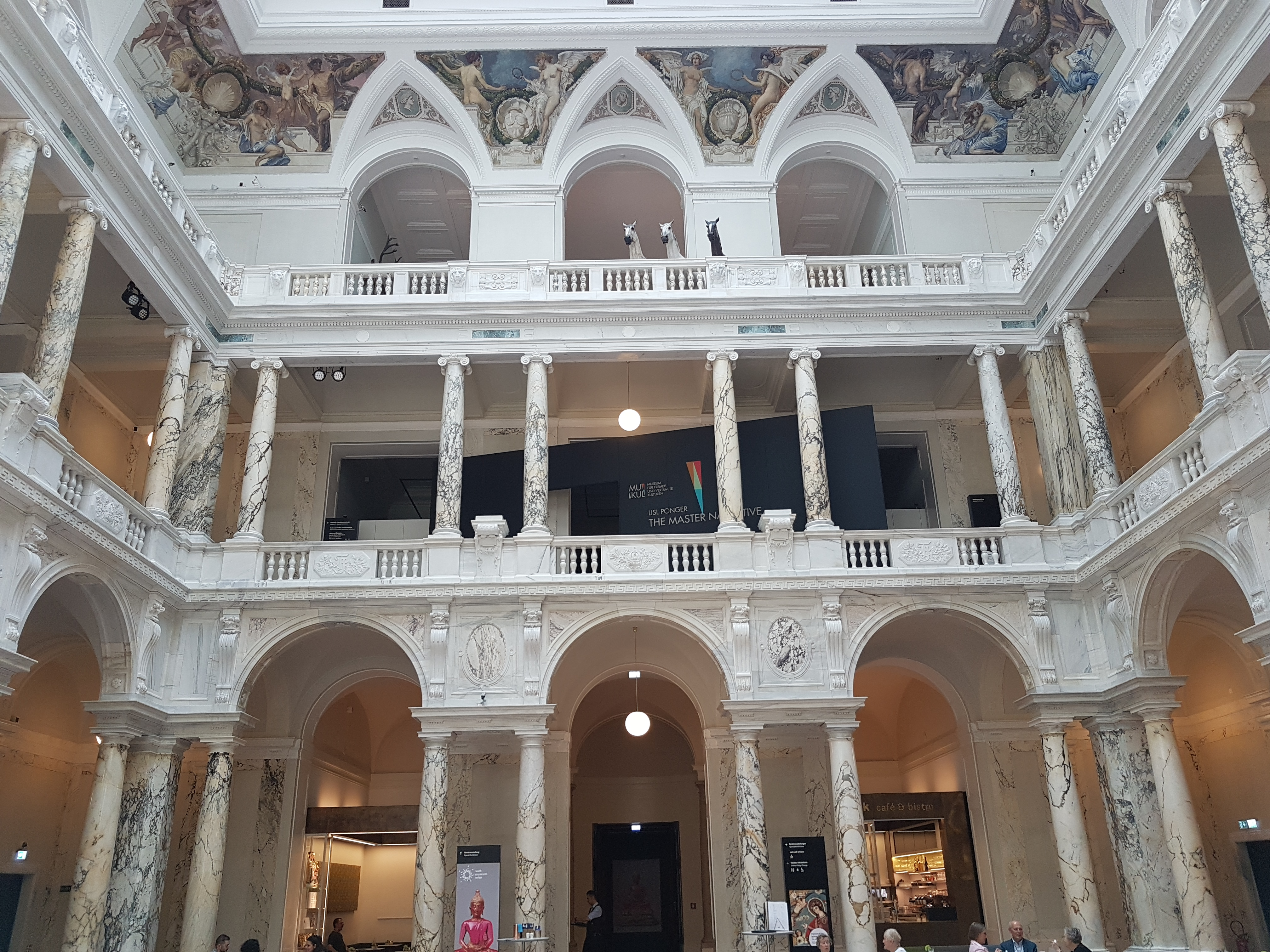
Hall du Weltmuseum Wien

### Collections ethnographiques en Autriche avant 1876
Les premières collections ethnographiques en Autriche remontent au XVIe siècle. La "Kunst- und Wunderkammern" comprenait de nombreux objets, comme la collection de Ferdinand II, archiduc d'Autriche, qui était conservée au château d'Ambras à Innsbruck. Des pièces importantes, comme une couronne de plumes de l'époque de Montezuma, ont été transférés à Vienne au cours des guerres napoléoniennes. La collection a été enrichie par des expéditions et des voyages entrepris aux XVIIIe et XIXe siècles, par James Cook (1728-1779), par exemple, navigateur, explorateur et cartographe, le naturaliste Johann Natterer (expédition scientifique autrichienne au Brésil 1817-1836) ou encore les scientifiques de la frégate autrichienne " SMS Novara ".

### La monarchie royale et impériale (K.u.k. Monarchie)
En 1876, les collections du département anthropologique et ethnographique du Musée impérial et royal d'histoire naturelle (plus tard appelé Musée d'Histoire naturelle de Vienne) ont été reprises et installées dans le palais impérial de la Hofburg. Parmi elles, se trouvait notamment la collection de l’héritier du trône d’Autriche-Hongrie, François-Ferdinand de Habsbourg-Este, qui avait entrepris un voyage autour du monde en 1892/93. Sa collection comprenait plus de 14 000 objets et environ 1 100 photographies.
« Je souffre de muséomanie », comme l'a confessé, à sa collection, le Habsbourg Ferdinand Max, devenu plus tard empereur Maximilien du Mexique.

### «Du Museum für Völkerkunde»au«Weltmuseum Wien»
Le « Museum für Völkerkunde » a été inauguré le 25 mai 1928, dans le Corps de Logis de la Neue Burg (une partie de la Hofburg), initialement prévu comme aile résidentielle. Dans l'après-guerre, d'importants travaux de reconstruction ont été entrepris et ont, par la suite, permis de réaliser de nombreuses expositions temporaires dans deux avant-postes du musée : le château de Matzen et la chartreuse de Gaming.
Dans les années 1990 et 2000, de nombreuses rénovations ont été effectuées. À savoir, les caves ont été converties en dépôts, qui abritent aujourd'hui les collections du musée, les galeries ont été rénovées et des bureaux supplémentaires ont été construits. En 2001, en raison de la semi-privatisation des musées fédéraux autrichiens, le musée est devenu partie intégrante du groupement des musées du Musée d'histoire de l'art de Vienne). Au vu de la poursuite des travaux, le musée a dû être fermé de nouveau entre 2004 et 2007.
Après de vastes travaux de rénovation, le musée a rouvert ses portes en mai 2007, avec une grande exposition sur le Bénin. Toutefois, cela n’a été le cas que pour les expositions spéciales ; l'exposition permanente, fermée au public depuis 2001, n’était toujours pas ouverte.
En avril 2013, le musée a été rebaptisé « Weltmuseum Wien ».
En novembre 2014, le musée a de nouveau été fermé à cause des travaux de rénovation. Le ministre de la culture Josef Ostermayer a exigé un redimensionnement de la refonte pour des raisons financières. En janvier 2015, il est annoncé que le Weltmuseum Wien devait être réduit à 3 900 m2 d’espace d’exposition. En parallèle, une Maison de l’histoire (Haus der Geschichte) devait être réalisée, sur environ 3 000 m2 d’espace d’exposition. Le Weltmuseum Wien a finalement rouvert ses portes le 25 octobre 2017 avec un concert en plein air de l’artiste actionnisme, André Heller, sur la Heldenplatz (place des héros).
Le musée est aujourd'hui composé de 14 galeries et propose 5 expositions temporaires.

## Collections
Le musée possède plus de 250 000 objets ethnographiques, plus de 140 000 photographies historiques et 146 000 publications sur la culture et l'histoire des peuples non européens. En plus de la collection du navigateur britannique James Cook, avec des objets d'Océanie et d'Amérique du Nord, il y a des œuvres précolombiennes comme la dernière coiffe en plumes (appelée Penacho) de l'époque de Montezuma, la grande collection de Johann Natterer de l'expédition autrichienne au Brésil, des bronzes du Royaume du Bénin en Afrique de l'Ouest et quelque 14 000 objets que l’archiduc François-Ferdinand avait collectionnés lors de son tour du monde.
Le Weltmuseum Wien abrite neuf collections :
- Afrique subsaharienne ;
- Afrique du Nord, Moyen-Orient, Asie centrale et Sibérie ;
- Asie de l'Est : Corée, Chine, Japon ;
- Asie du Sud et du Sud-Est, Himalaya ;
- Asie du Sud-Est insulaire ;
- Amérique du Sud ;
- Océanie et Australie ;
- Amérique du Nord et centrale ;
- et une collection de photos.